# Georges Petit

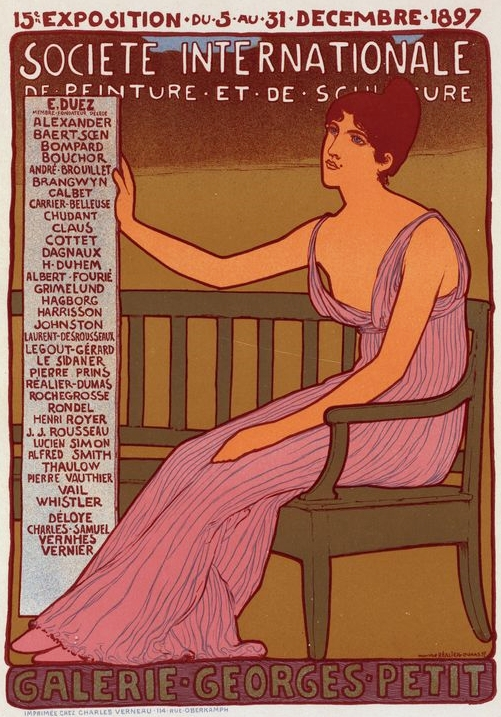
Plakat Maurice'a Réalier-Dumas'a (1860–1928) informujący o XV Wystawie Société internationale de peinture et de sculpture w Galerii Georges'a Petita w Paryżu w 1897

Georges Petit (ur. 11 marca 1856 w Paryżu, zm. 12 maja 1920) – francuski marszand, czołowa postać w świecie paryskiej sztuki, promotor impresjonistów, właściciel galerii Galerie Georges Petit (Les Galeries Georges Petit).

## Życiorys
Georges Petit był synem François Petit, który w 1846 przy 7 rue St. Georges założył firmę handlującą dziełami sztuki. Po śmierci ojca w 1877 Georges Petit odziedziczył jego firmę, jak również pałac i 3 miliony franków. Zbudował dla siebie dom przy rue de Sèze.
W 1878 zaczął kupować dzieła impresjonistów; pełnił wówczas funkcję biegłego ds. sprzedaży u Faure i Ernesta Hoschedé. W 1881 przy 12 Rue Godot de Mauroy otworzył własną galerię, która stała się popularną alternatywą wystawienniczą dla oficjalnego Salonu. Sam Petit stał się znaczącym konkurentem innego marszanda, Paula Durand-Ruela.
Zainicjował cykl wystaw Expositions Internationales de Peinture, z których pierwsza odbyła się w 1882. W ramach Expositions Internationales miały miejsce wystawy prac impresjonistów (i nie tylko), m.in. w 1889 wspólna wystawa Claude'a Moneta i Auguste'a Rodina, a w latach 90. XIX w. retrospektywne wystawy prac Camille'a Pissarro, Auguste'a Renoira i Alfreda Sisleya. W 1906 wraz z wystawą prac Gustave'a Moreau w galerii Petita zadebiutował symbolizm.
W siedzibie Petita przy rue de Sèze miało miejsce kilka sprzedaży aukcyjnych, w tym kolekcji Narishkine w 1883, kolekcji Choquet i Doria w 1889 oraz dzieł z pracowni Edgara Degasa w latach 1918–1919. Od 1881 Petit zaczął wydawać prace graficzne, w tym zwłaszcza monochromatyczne, wysokiej jakości akwaforty wykonywane przez takich twórców jak Félix Bracquemond, czy Marcellin Desboutin. Tematem akwafort były obrazy zarówno współczesnych artystów jak i starych mistrzów. Inną grupą wydawnictw Galerie Georges Petit były wysokiej jakości katalogi aukcyjne.
Georges Petit zmarł w 1920, a jego galeria została kupiona przez Etienne'a Bignou oraz Gastona i Josse Bernheim-Jeune. W latach 1929–1933 kierował nią George Keller. W 1933 galeria została zamknięta, a jej majątek sprzedano na aukcji. Zbiór listów otrzymywanych przez Georges Petita lub jego współpracowników, pochodzący z lat 1855–1903, przechowywany jest w zbiorach specjalnych Getty Research Institute w Los Angeles.